# Мостът
„Мостът“ (на немски: Die Brücke) е западногермански военен филм от 1959 година на режисьора Берхард Вики по негов сценарий в съавторство с Михаел Мансфелд, базиран на едноименния роман на Грегор Дорфмайстер. Историята е базирана на действителни събития.

## Сюжет
Последните дни на Втората световна война. Един малък германски град се превръща в обект на интерес за американската армия, която се насочва натам. В местното училище седем шестнадесет годишни момчета, които не си дават сметка за сериозността и опасностите на войната, се вълнуват от приближаващите сражения. Те живеят живота си както могат, притиснати от проблемите си. Карл (Карл Михаел Балцер) е влюбен в младата асистентка на баща си, който е фризьор и е шокиран, когато ги заварва в интимна ситуация. Клаус (Фолкер Лехтенбринк) е афектиран от факта, че неговата съученичка Франциска (Кордула Трантов) не отвръща на чувствата му. Валтер (Михаел Хинц) е дълбоко възмутен от баща си, член на местния клон на Нацистката партия, който е избрал да спаси собствената си кожа под предлог, че отива на важна среща. Юрген (Франк Глаубрехт) е син на германски офицер, загинал в сражение, се надява да може да живее с репутацията на баща си.
Поради недостиг на войници, момчетата са мобилизирани в местната казарма. Командващият офицер получава сведения, че американците наближават и гарнизона се подготвя за противодействие. Докато се разгръщат, командира, който е бил помолен от местния учител да не излага на риск живота на момчетата, ги изпраща да защитават моста, който има маловажно стратегическо значение и така или иначе ще бъде разрушен за да предпази града от преките последствия на войната, под командването на един подофицер – ветеран.
Скоро след като момчетата заемат позиция, техният командващ отива да се снабди с кафе и да информира отряда, натоварен с разрушаването на моста, че са се разгърнали. По пътя е засечен от патрул на военната полиция и погрешно сметнат за дезертьор. Опитвайки се да избяга, той е застрелян, изоставяйки децата на произвола на съдбата и без връзка с тяхната част. Те остават да охраняват моста дори и след като се сблъскват с конвой камиони, превозващи ранени и осакатени войници, и един офицер, носещ медал за изключителни военни заслуги и проявена храброст, който отчаяно се опитва да напусне бойното поле. Тъй като не са получили заповед за изтегляне, момчетата решават да задържат позицията си на принципа „един войник, който защитава само един квадратен метър от земята, защитава Германия“.
Настъпването на зората довежда един американски изтребител, който обсипва моста с картечен огън, убивайки най-младия защитник Зиги (Гюнтер Хофман), който е отказал да се прикрие, защото преди това е бил подиграван от останалите, че му липсва смелост. Шокирани от смъртта му, момчетата се прегрупират за да защитят моста от три настъпващи американски танка, подкрепени от пехота. Момчетата започват да загиват един след друг, срещайки се с ужасната реалност на войната. Американският генерал, виждайки, че това са деца, ги моли да прекратят огъня и да се предадат, но Карл се изправя и го прострелва. Американецът пада в агония, Клаус моли Карл, който е покосен от вражеските куршуми, да го довърши, невиждайки, че Карл е мъртъв. Клаус обезумява и се хвърля стремглаво в американския огън.
Оцелелите танкове и остатъците от пехотата се изтеглят. Момчетата са изпълнили своя дълг към фюрера и родината, непозволявайки на враговете да пресекат моста, но живи са останали само Ханс (Фолкер Бонет) и Алберт (Фриц Вепер). Отряда, натоварен с разрушаването на моста най-накрая пристига под командването на един фелдфебел, който веднага започва да крещи по момчетата, че са нескопосани кандидат-герои. Осъзнавайки, че приятелите му са загинали напразно, Ханс полудява от недоверие и отчаяние, насочва оръжието си към един от войниците. Фелдфебелът реагира мигновено, но е застрелян в гръб от Алберт. Отряда се оттегля, оставяйки моста в ръцете на момчетата, но финален картечен откос убива Ханс. Само травмираният Алберт се завръща у дома.

## В ролите
- Фолкер Бонет като Ханс Шолтен
- Фриц Вепер като Алберт Мутц
- Михаел Хинц като Валтер Форст
- Франк Глаубрехт като Юрген Борхерт
- Карл Михаел Балцер като Карл Хорбер
- Фолкер Лехтенбринк като Клаус Хагер
- Гюнтер Хофман като Зиги Бернхард
- Едит Шулце- Веструм като майката на Зиги
- Гюнтер Пфицман като подофицер Хеилман
- Кордула Трантов като Франциска

## Интересни факти
- Филмът е заснет в баварския град Кам. Самият мост е разрушен през 1994 година и на негово място е построен нов.
- Танковете, показани в лентата не са действителни, а са дървени макети.
- 336-а пехотна дивизия на Вермахта, в която според сюжета служат момчетата, всъщност в началото на 1945 година вече не съществува. Тя е разгромена през май 1944 година край Севастопол.

## Награди и номинации
- Награда Златен глобус за най-добър чуждестранен филм от 1960 година.
- Две награди Съркъл на „Киножурналистите от Испания“ от 1961 година: 
за най-добър чуждестранен филм
за най-добър чуждестранен режисьор на Бернхард Вики
- Специална награда по случай четиридесетата годишнина на ФРГ от „Германските филмови награди“ за Бернхард Вики от 1989 година.
- Пет награди от „Германските филмови награди“ през 1960 година: 
за най-добър филм
за най-добра женска второстепенна роля на Едит Шулце- Веструм
за най-добра роля, изпълнена от млад артист на Кордула Трантов
за най-добър режисьор на Бернхард Вики
за най-добра музика на Ханс- Мартин Майевски
- Награда за най-добър филм от „Асоциацията на германските филмови критици“ през 1960 година.
- Две награди от Международния кинофестивал в Мар дел Плата, Аржентина през 1960 година: 
за най-добър филм
награда ФИПРЕСИ за Бернхард Вики
- Две награди на „Националния борд на кинокритиците на САЩ“ от 1961 година: 
за най-добър чуждестранен филм
за един от най-добрите чуждестранни филми
- Награда Сребърно острие за Бернхард Вики от Международния кинофестивал в Сан Себастиян, Испания през 1960 година.
- Номинация за Оскар в категорията най-добър чуждоезичен филм от 1960 година.[5]